# Renault Mégane I
La Renault Mégane est la première génération d'une compacte produite de 1995 à 2009 par le constructeur automobile français Renault. Elle connaît de nombreuses carrosseries : berline 5 portes, berline 4 portes, coupé 2 portes, cabriolet 2 portes et break 5 portes. Elle donne également naissance au monospace compact Renault Mégane Scénic. La commercialisation en Europe de la Mégane I a duré jusqu'en 2002, année de son remplacement par la Renault Mégane II.

## Présentation
Cette automobile compacte est confrontée à un pari : remplacer la Renault 19, dont les ventes européennes sont excellentes, notamment en Allemagne. Son enjeu principal est avant tout de faire aussi bien que sa devancière. Elle reprend d'ailleurs son châssis (qui vient des Renault 9 et Renault 11), avec un train avant amélioré, et certaines de ses motorisations comme le 1,4 « Energy » ou le « moteur F » 1,9 dT. Les boîtes de vitesses JB sont celles apparues sur les Renault 9 et Renault 11.

Ainsi née en 1995, la Renault Mégane sera présentée au grand public via une campagne publicitaire estivale axée autour des mérites de son efficace système de freinage.

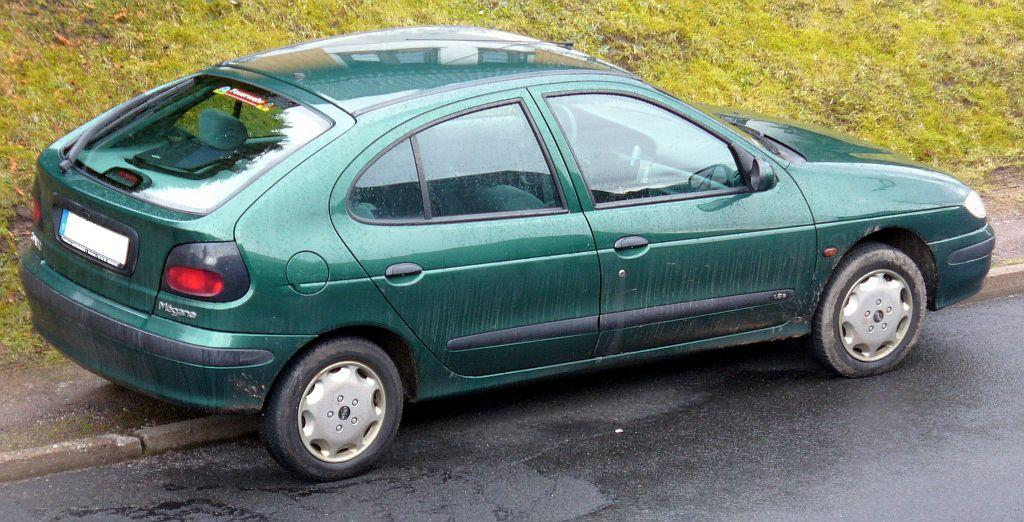
Renault Mégane I phase I 5 portes

Son style et son design en rondeurs (dans la tendance bio-design) rappellent sa grande sœur, la Laguna, sortie près de 2 ans auparavant, en janvier 1994. Les portières arrière de la Mégane, comme sur de nombreuses Renault, sont de forme elliptique dans leur découpe, ne contournant pas le passage de roue, véritable signature stylistique de la marque.
La présence inhabituelle d'un accent dans la dénomination du véhicule est un choix de Renault pour affirmer les origines françaises du véhicule afin de se démarquer de la concurrence croissante venue du Japon.
En septembre 1996 arrive le modèle Mégane Scénic, le premier monospace compact européen pertinent. La même année est sortie la version Classic, puis le cabriolet en 1997. Là est la philosophie de la gamme Mégane : diversifier l’offre. C’est ainsi que sur sept ans sortiront sept modèles aux carrosseries distinctes : berline 5 portes, berline 4 portes tricorps, coupé, cabriolet, break, monospace et 4x4. Le coupé est une innovation car il est censé remplacer une version 3 portes en tirant les prix vers le haut. Ainsi la version commerciale (fiscalité adaptée et places arrière supprimées) de la Mégane ne sera pas déclinée en 3 portes (une première) mais en berline, break ou monospace. En Irlande, la Mégane 5 portes a même eu droit à une version utilitaire aux vitres latérales arrière tôlées et dépourvue de poignées arrière appelée Renault Megavan.

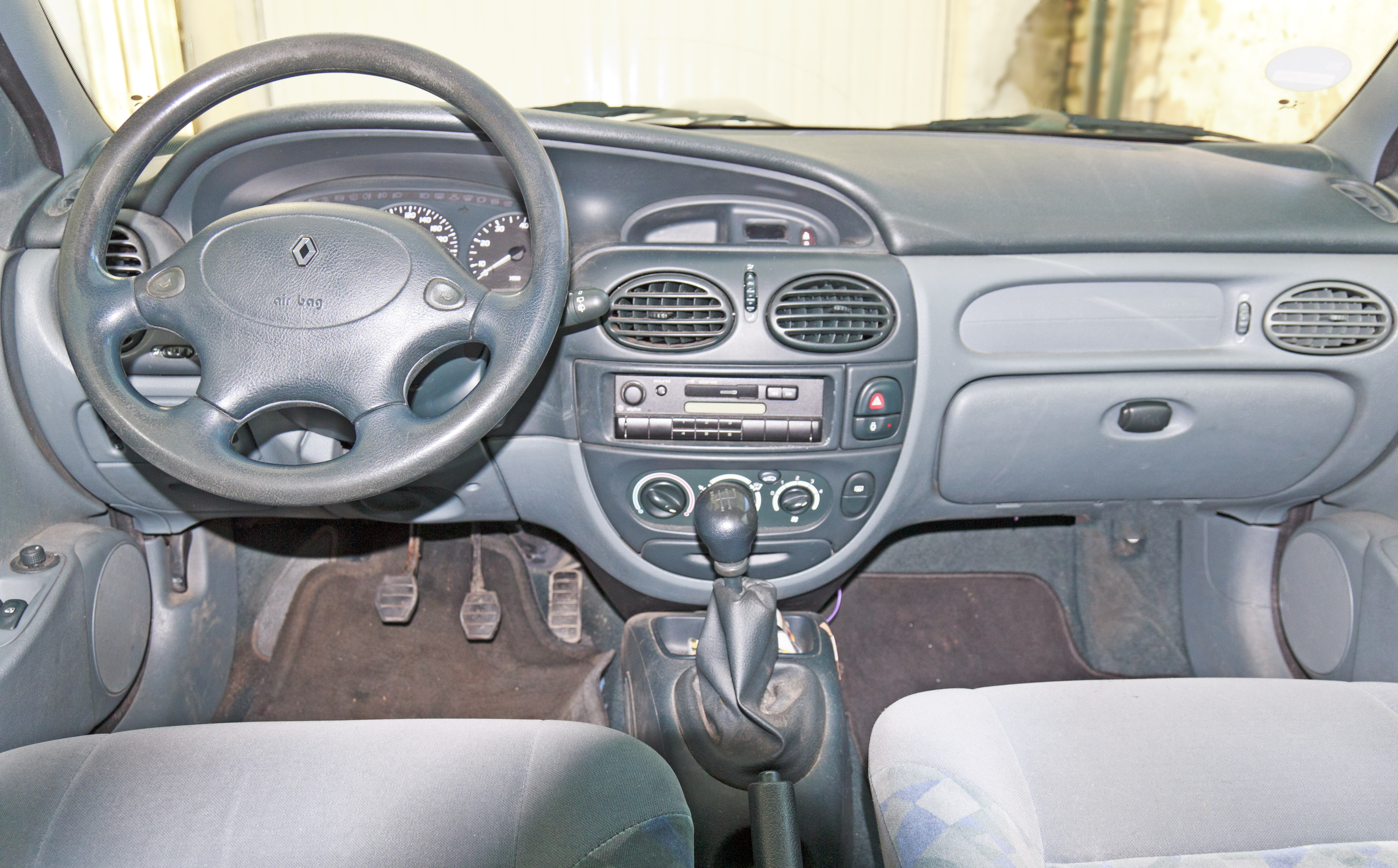
Renault Mégane I phase I (intérieur)

La version break, lancée en septembre 1998, est uniquement fabriquée par Oyak-Renault, en Turquie,. Le break non restylé est uniquement commercialisé dans ce pays, il n'est lancé à l'étranger qu'à l'occasion du restylage de 1999.
Pourtant étoffée, la famille Mégane vivra dans l’ombre du Scénic (60 % des ventes de la gamme en 2000). C’est son confort, sa tenue de route et sa discrétion qui séduiront les acheteurs. Toutefois, l'ergonomie souffre de légers défauts (boutons de feux de détresse et de condamnation centralisée mal placés, allume-cigare et cendrier trop proches du levier de vitesse). Même le restylage de 1999 fera pourtant l’impasse sur le mobilier intérieur en se focalisant sur le renouvellement des feux et de la calandre.
Sur cette seconde mouture est à noter l’arrivée d’un des premiers moteurs Diesel à rampe commune chez Renault, le 1,9 dCi (« moteur F »). Ce dernier est une adaptation d’injection haute pression sur une motorisation ancienne, le 1,9 dTi (« moteur F »).
Toutefois, en sept ans d’existence européenne, la Mégane sera produite, toutes carrosseries confondues, à 5 millions d’unités, et continue à être fabriquée à l’étranger pour certains marchés (Argentine en tête).
La Mégane coupé est équipée de série d'un troisième feu stop (appelé aussi feu stop central) fixé sur son hayon ; le troisième feu stop de la phase 1 est doté d'une seule ampoule d'une puissance de 10 watts, tandis que celui de la phase 2 est doté de quatre ampoules de 5 watts ; celui de la phase 2 fournit un meilleur éclairage et ses quatre ampoules lui permettent de rester opérationnel quand une ampoule est défectueuse. La connectique électrique du troisième feu stop diffère entre les 2 phases mais peut être adaptée avec une simple modification du connecteur.

## Phase I (1995 — 1999)

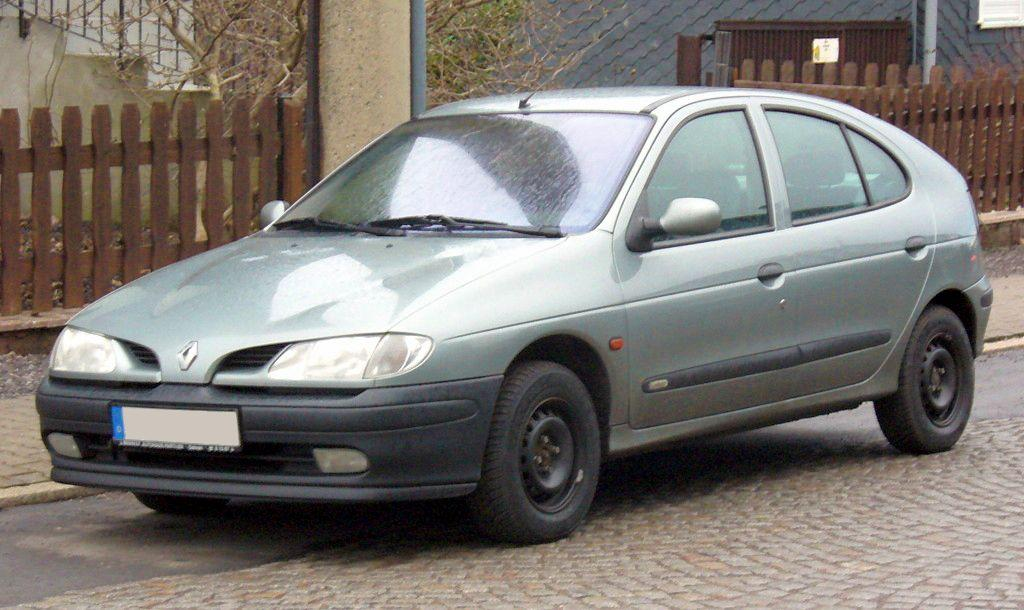
Renault Mégane Phase I berline 5 portes.

Logo de la Renault Mégane I.

- RN/RNA/RNE : versions d'entrée de gamme de cette voiture, elles ne disposent pas des vitres électriques ou d'autres équipements dits « optionnels » pour l'époque. Le niveau d'équipements peut aussi dépendre des versions spéciales qui ont été proposées. Ces versions seront par la suite supprimées lors du restylage de 1999.
- RT/RTE : certainement les versions les plus courantes pour la Mégane 1 (phase 1 ou phase 2), elles sont dotées des vitres avant électriques, d'un autoradio cassette… qui font partie des équipements de base de cette finition.
- RXE/RXT : ces versions se rapprochent des finitions haut de gamme, elles possèdent les équipements des versions inférieures, plus les sièges velours, 4 appuis-tête, la climatisation...
- Initiale : cette version constitue le haut de gamme de cette voiture, elle possède tous les équipements précités, plus : cuir, ordinateur de bord, boiserie...

La Mégane reprend certains moteurs de la Renault 19 comme le 1,9 D (« moteur F »), le 1,9 dT (« moteur F ») ou encore le 1,4 « Energy » (en version catalysée).
En fonction des finitions, certaines de ces motorisations n'étaient pas proposées, telles que le 1,9 D ou le 1,4 essence, sur des finitions comme la RXT ou RXE.
| Moteur                 | Cylindrée | Puissance       | Vitesse max | 0–100 km/h (s) | Observations                                                                                             |
| Essence                | Essence   | Essence         | Essence     | Essence        | Essence                                                                                                  |
| ---------------------- | --------- | --------------- | ----------- | -------------- | --- |
| 1,4                    | 1 390 cm3 | 70 ch (52 kW)   | 168 km/h    | 14,5           | |
| 1,4e (« Energy »)      | 1 390 cm3 | 75 ch (56 kW)   | 170 km/h    | 13.8           | |
| 1,6 (« Moteur K »)     | 1 598 cm3 | 90 ch (67 kW}   | 184 km/h    | 11,5           | |
| 2,0 (« Moteur F »)     | 1 998 cm3 | 115 ch (86 kW)  | 198 km/h    | 9,7            | |
| 2,0 16v (« Moteur F ») | 1 998 cm3 | 150 ch (112 kW) | 215 km/h    | 8,6            | Uniquement sur le coupé et le cabriolet sauf en Suisse ou celle ci était disponible également en berline |
| Diesel                 |           |                 |             |                | |
| 1,9 D (« Moteur F »)   | 1 870 cm3 | 65 ch (48 kW)   | 158 km/h    | 17,8           | |
| 1,9 dT (« Moteur F »)  | 1 870 cm3 | 95 ch (71 kW)   | 180 km/h    | 12,6           | |
| 1,9 dTi (« Moteur F ») | 1 870 cm3 | 100 ch (75 kW)  | 183 km/h    | 12,3           | |

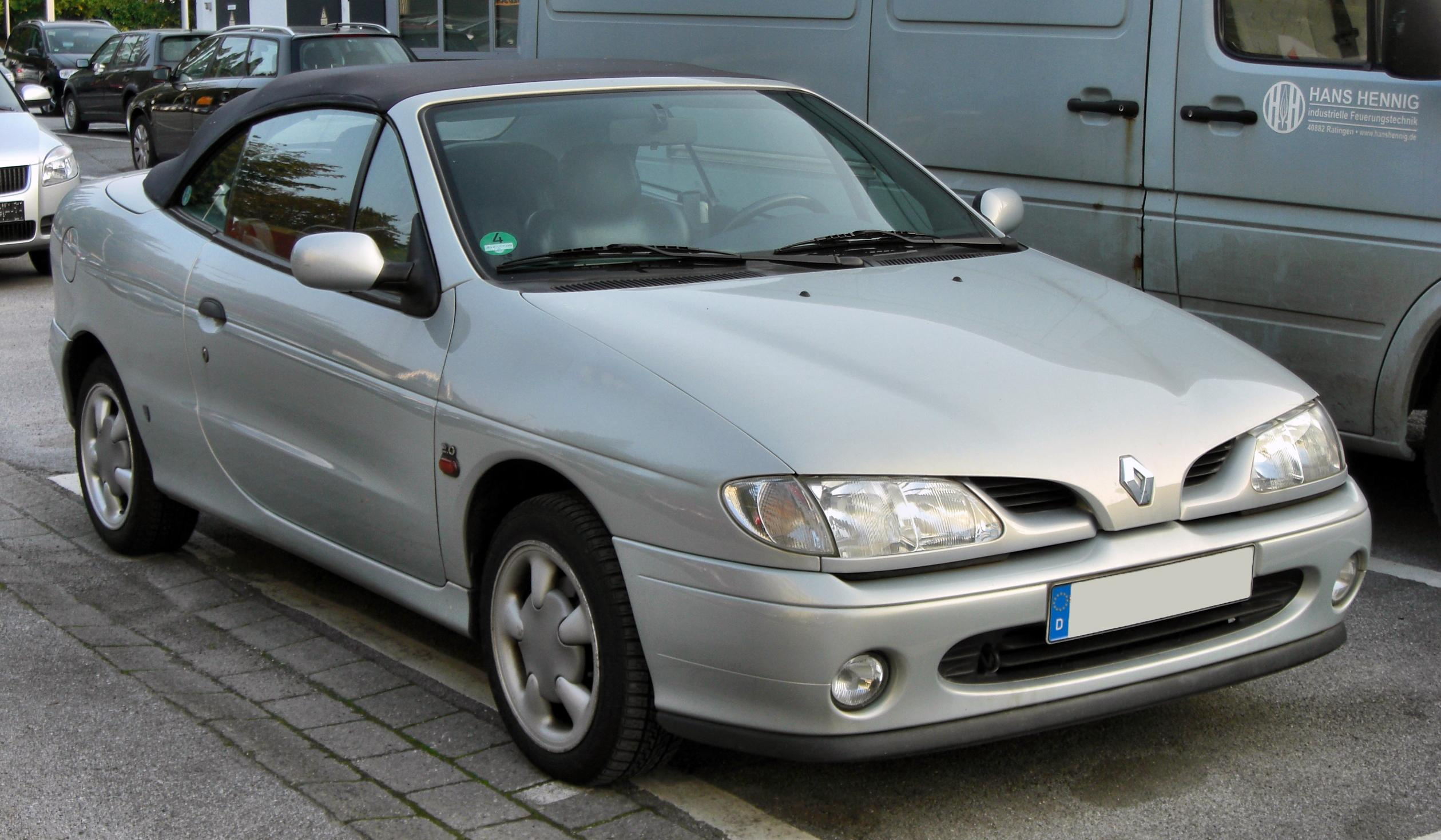
Renault Mégane I phase I cabriolet
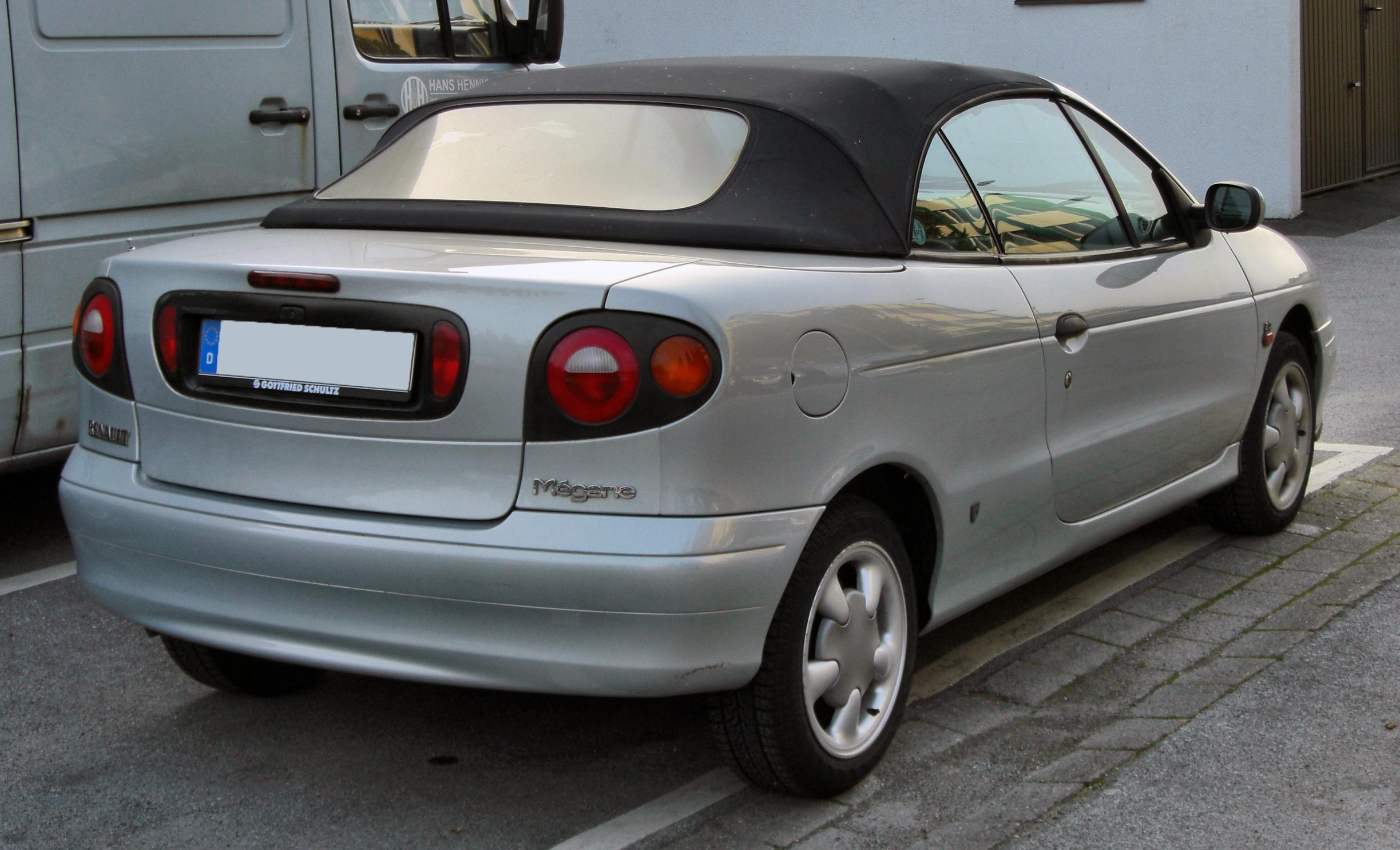
Renault Mégane I phase I cabriolet
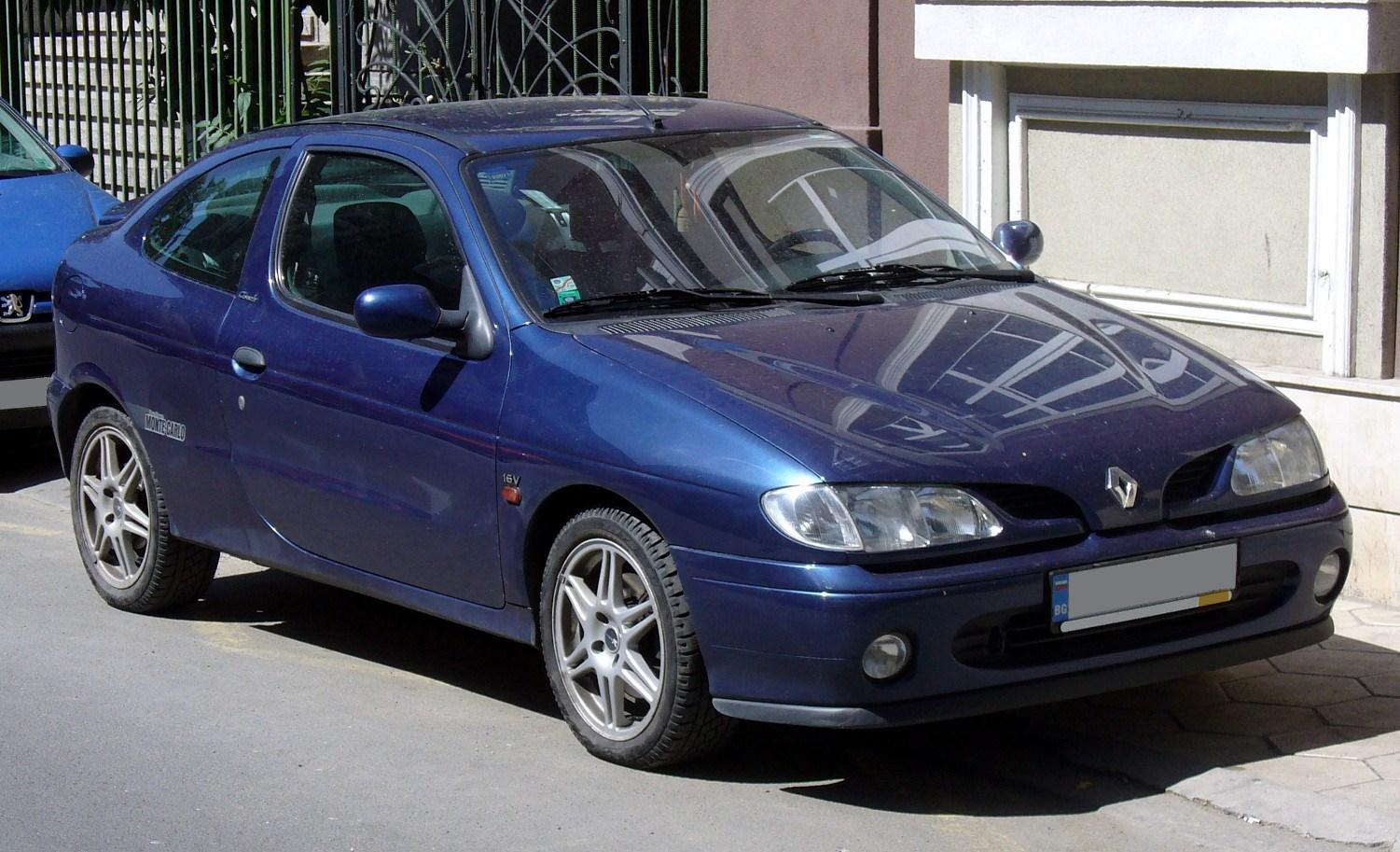
Renault Mégane I phase I coupé
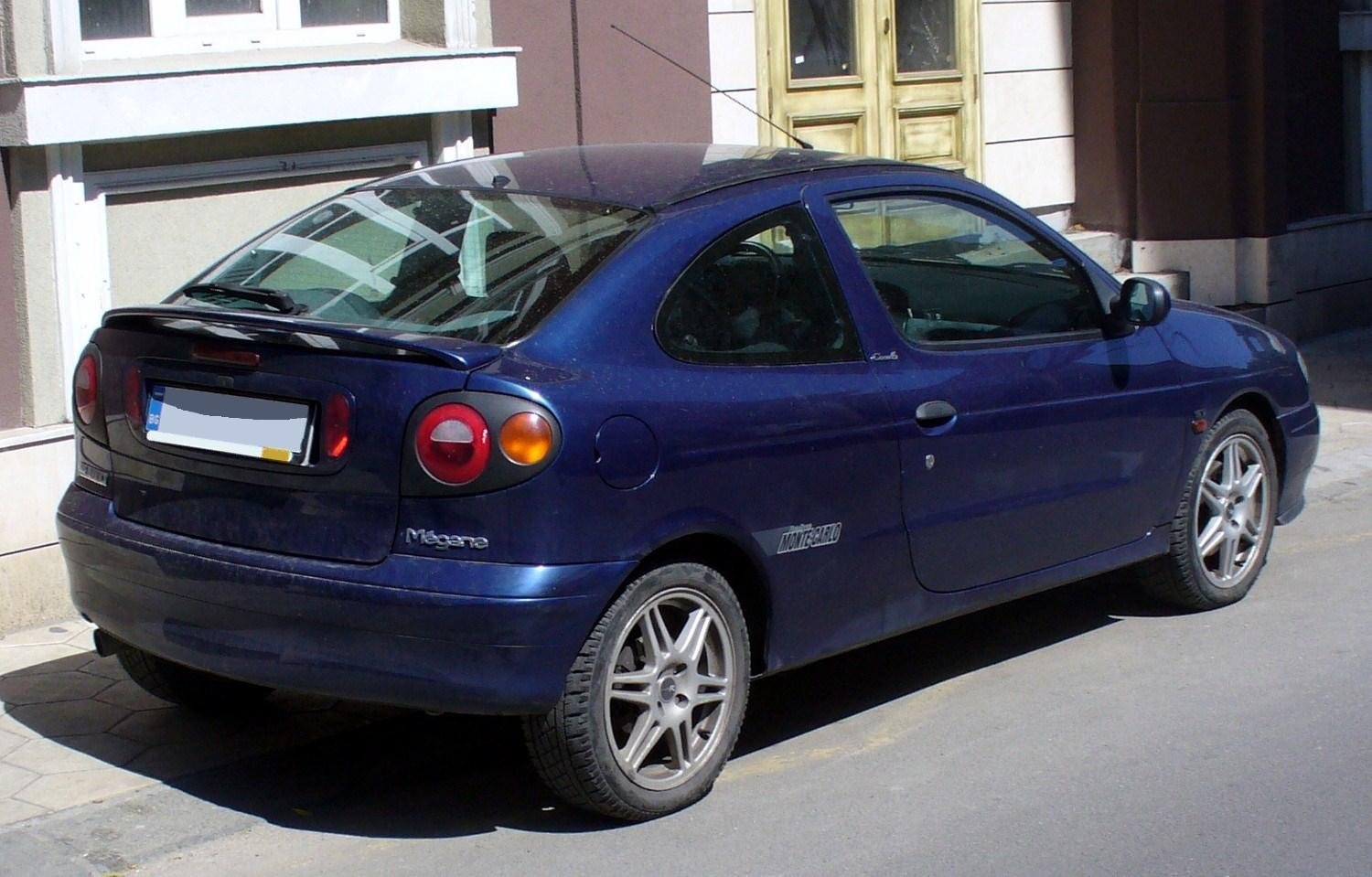
Renault Mégane I phase I coupé
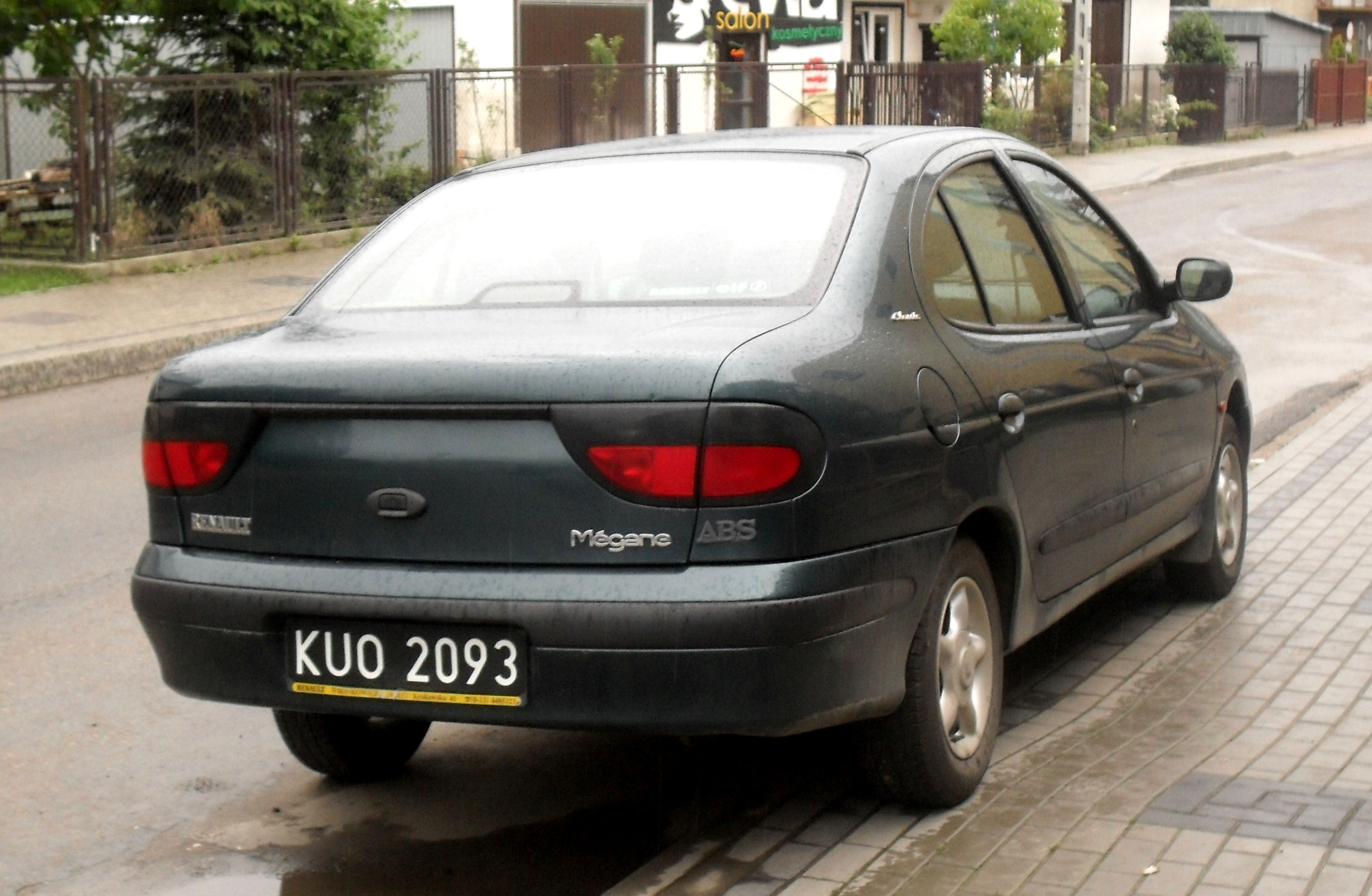
Renault Mégane I phase I Classic

## Phase II (1999 — 2002)
- À partir de 1999 : 

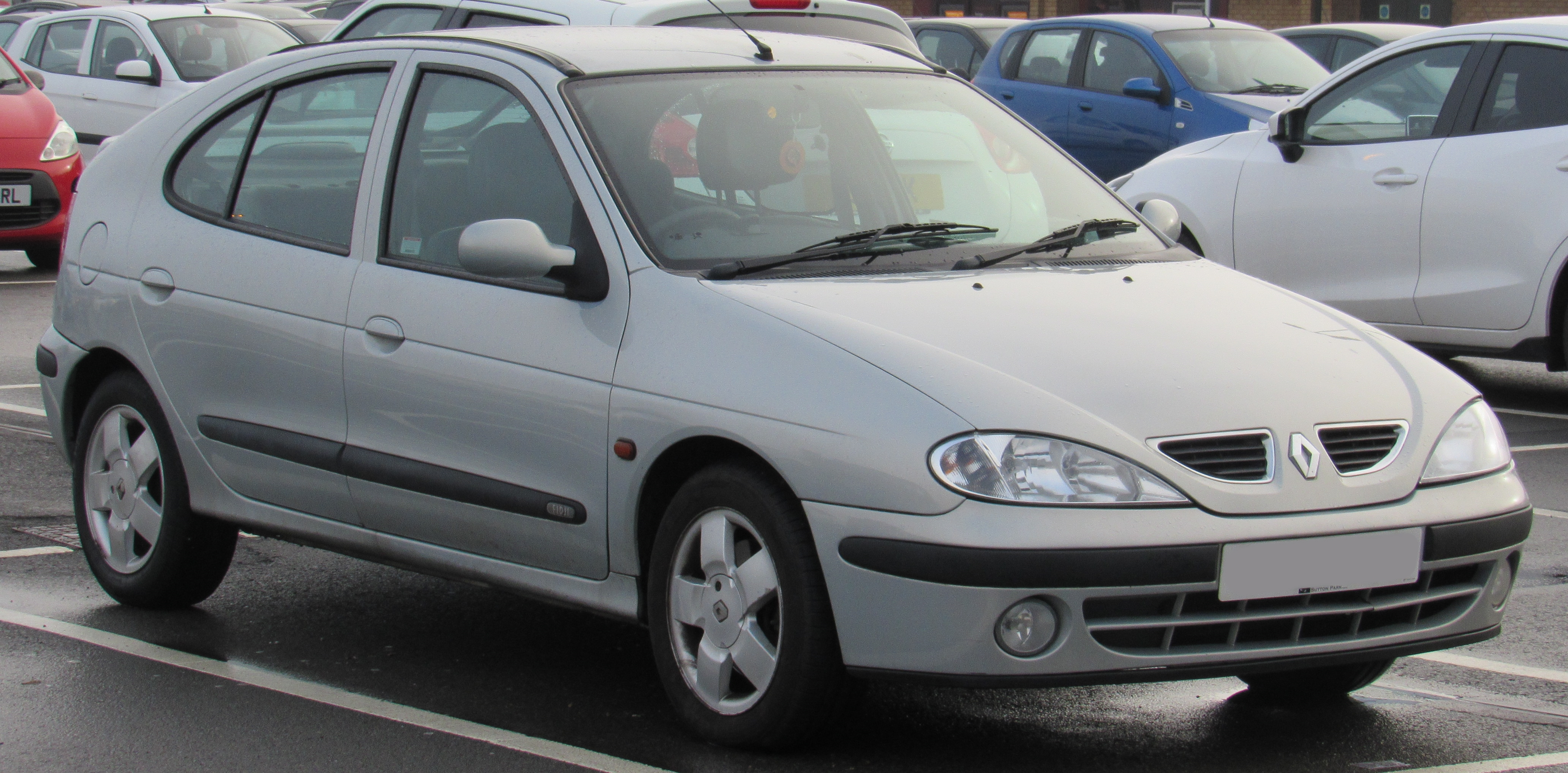
Renault Mégane I phase II 5 portes.

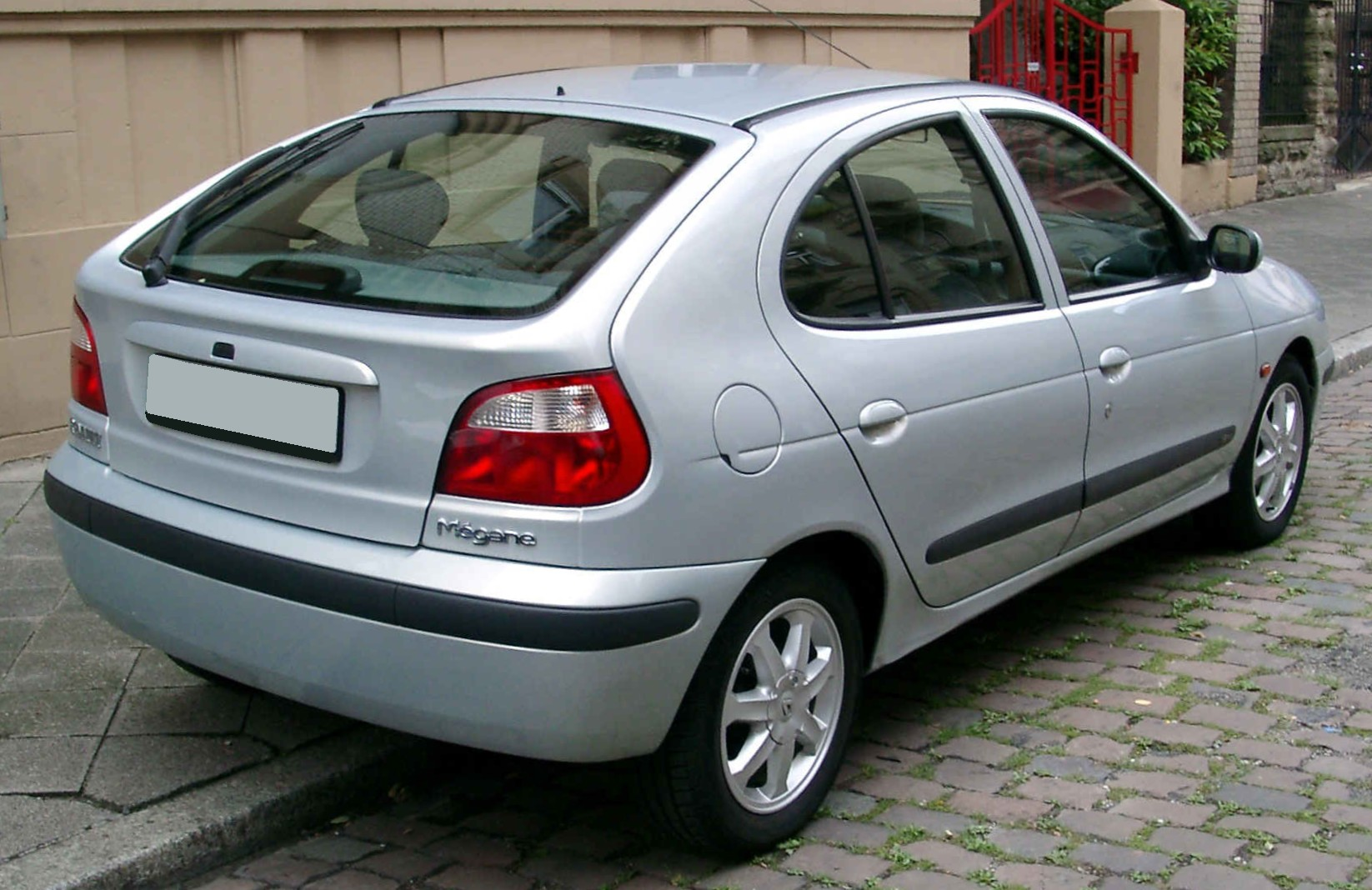
Renault Mégane phase II 5 portes.

  - RTE : Vitres avant électriques + fermeture centralisée + ABS + airbags frontaux et latéraux (coussins gonflables de sécurité) + baguette de plaque arrière couleur carrosserie ;
  - RXE : RTE + appui-tête arrière + calandre avant couleur chrome + antibrouillards avant + verrouillage automatique des portières en roulant + ordinateur de bord + feux avant à double optique ;
  - RXT : RXE + jantes alliages + vitres électriques à l'arrière + autoradio CD + Climatisation + pare-brise semi-réfléchissant.
- À partir de novembre 2000 :
  - Authentique : équivalent à RTE + appuis-tête arrière + verrouillage automatique des portières en roulant ;
  - Expression : Authentique + équivalent à RXE ;
  - Privilège : Expression + équivalent à RXT.

| Moteur      | Cylindrée | Puissance       | Type Moteur | Vitesse max | 0–100 km/h (s) | Observations                            |
| Essence     | Essence   | Essence         | Essence     | Essence     | Essence        | Essence                                 |
| ----------- | --------- | --------------- | ----------- | ----------- | -------------- | --------------------------------------- |
| 1,4e        | 1 390 cm3 | 75 ch (55 kW)   | E7J         | 170 km/h    | 13,8           |                                         |
| 1,4 16v     | 1 390 cm3 | 98 ch (72 kW)   | K4J         | 184 km/h    | 11,8           |                                         |
| 1,6 16v     | 1 598 cm3 | 110 ch (81 kW)  | K4M         | 195 km/h    | 9,8            | 9.5s / 198 km/h Coupe                   |
| 1,8 16v     | 1 783 cm3 | 120 ch (88 kW)  | F4P         | 199 km/h    | 8,9            |                                         |
| 2,0 16v IDE | 1 998 cm3 | 140 ch (103 kW) | F5R         | 213 km/h    | 8,6            | Uniquement sur le coupé et le cabriolet |
| 2,0 16v     | 1 998 cm3 | 150 ch (110 kW) | F4R         | 215 km/h    | 8,3            | Uniquement sur le coupé et le cabriolet |
| Diesel      |           |                 |             |             |                |                                         |
| 1,9 D       | 1 870 cm3 | 65 ch (47 kW)   | F8Q         | 158 km/h    | 17,8           |                                         |
| 1,9 dTi     | 1 870 cm3 | 80 ch (59 kW)   | F9QT        | 170 km/h    | 13,8           |                                         |
| 1,9 dTi     | 1 870 cm3 | 100 ch (74 kW)  | F9QT        | 186 km/h    | 12.3           |                                         |
| 1,9 dCi     | 1 870 cm3 | 120 ch (89 kW)  | F9QT        | 195 km/h    | 10.5           |                                         |

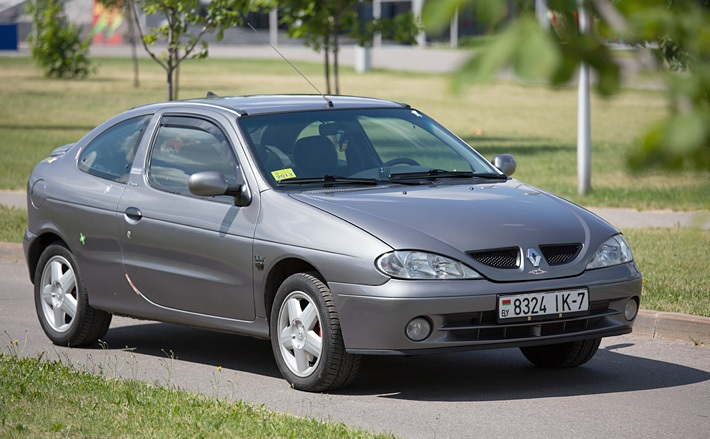
Renault Mégane I phase II Coupé
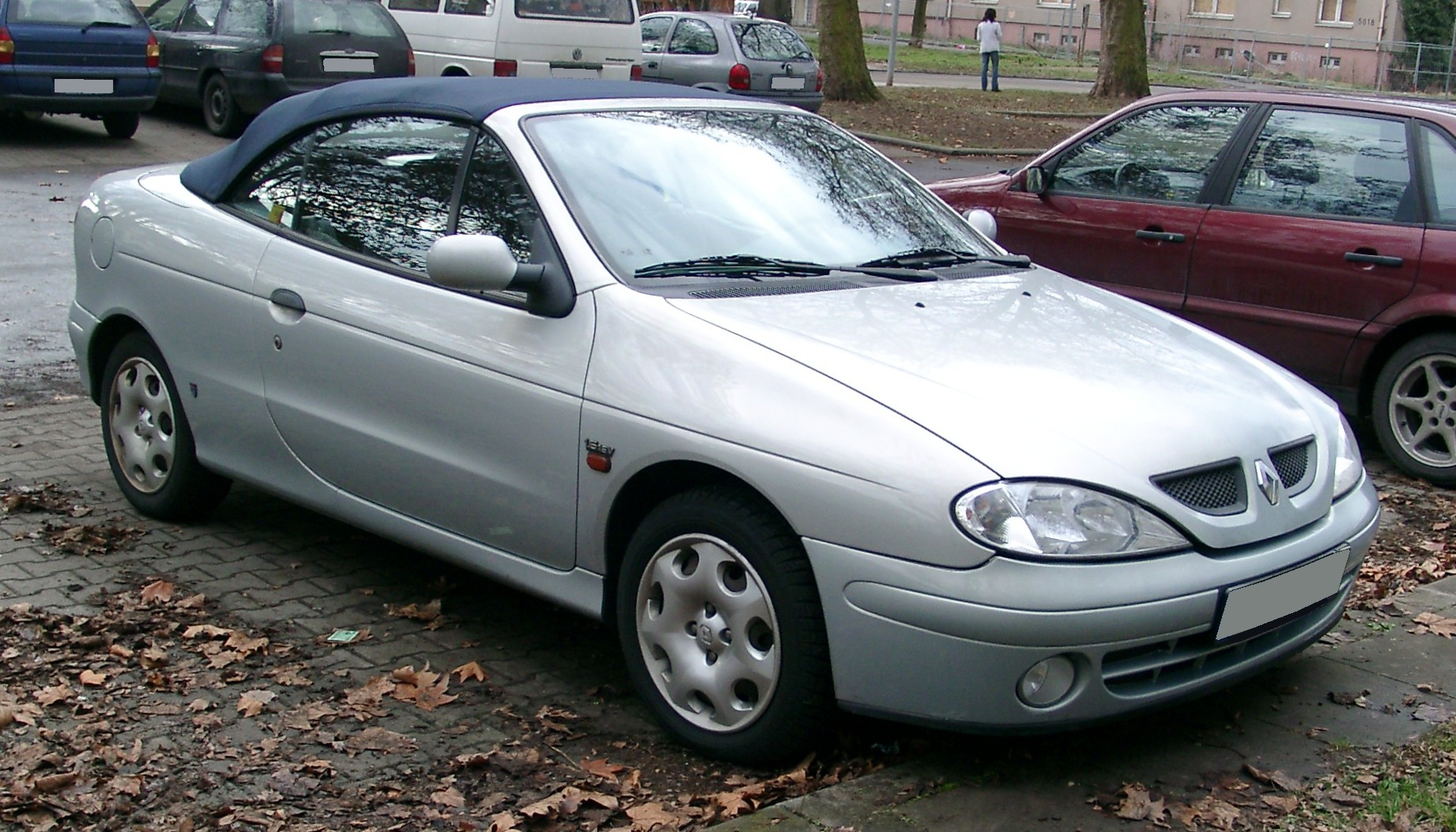
Renault Mégane I phase II cabriolet
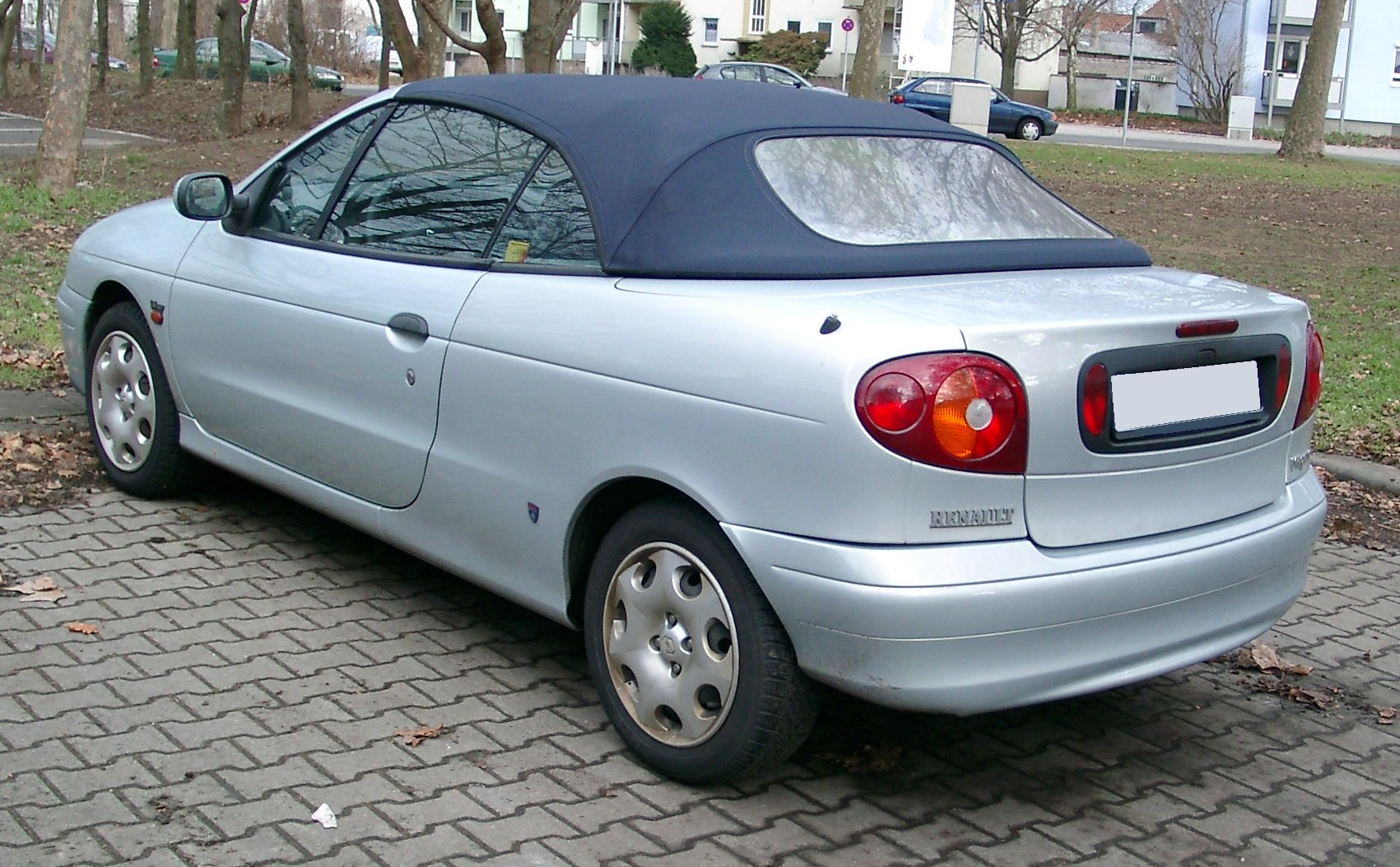
Renault Mégane I phase II cabriolet
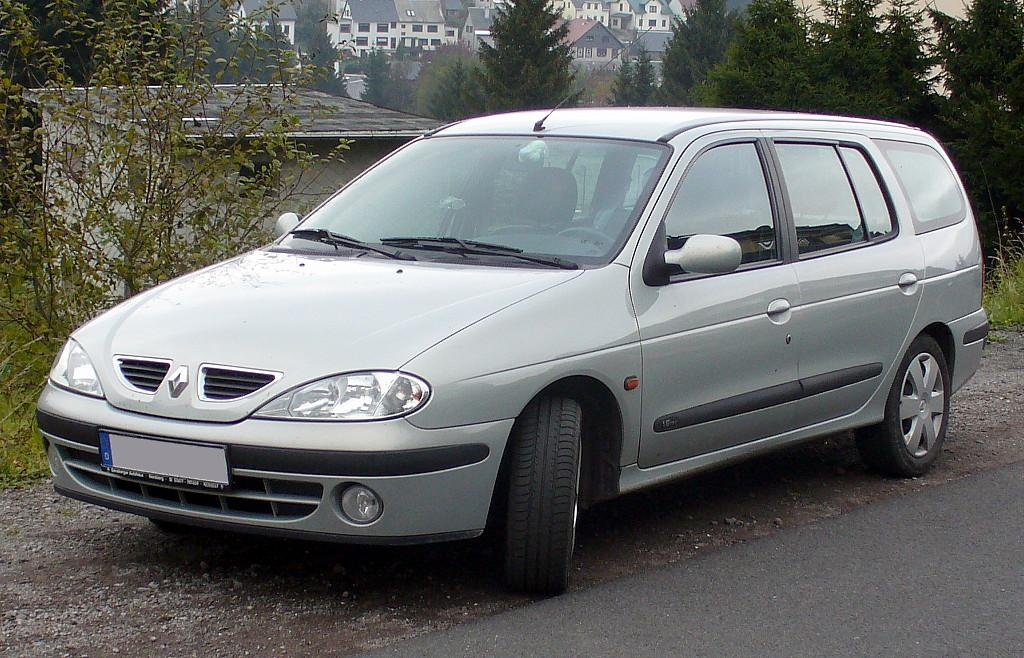
Renault Mégane I phase II break
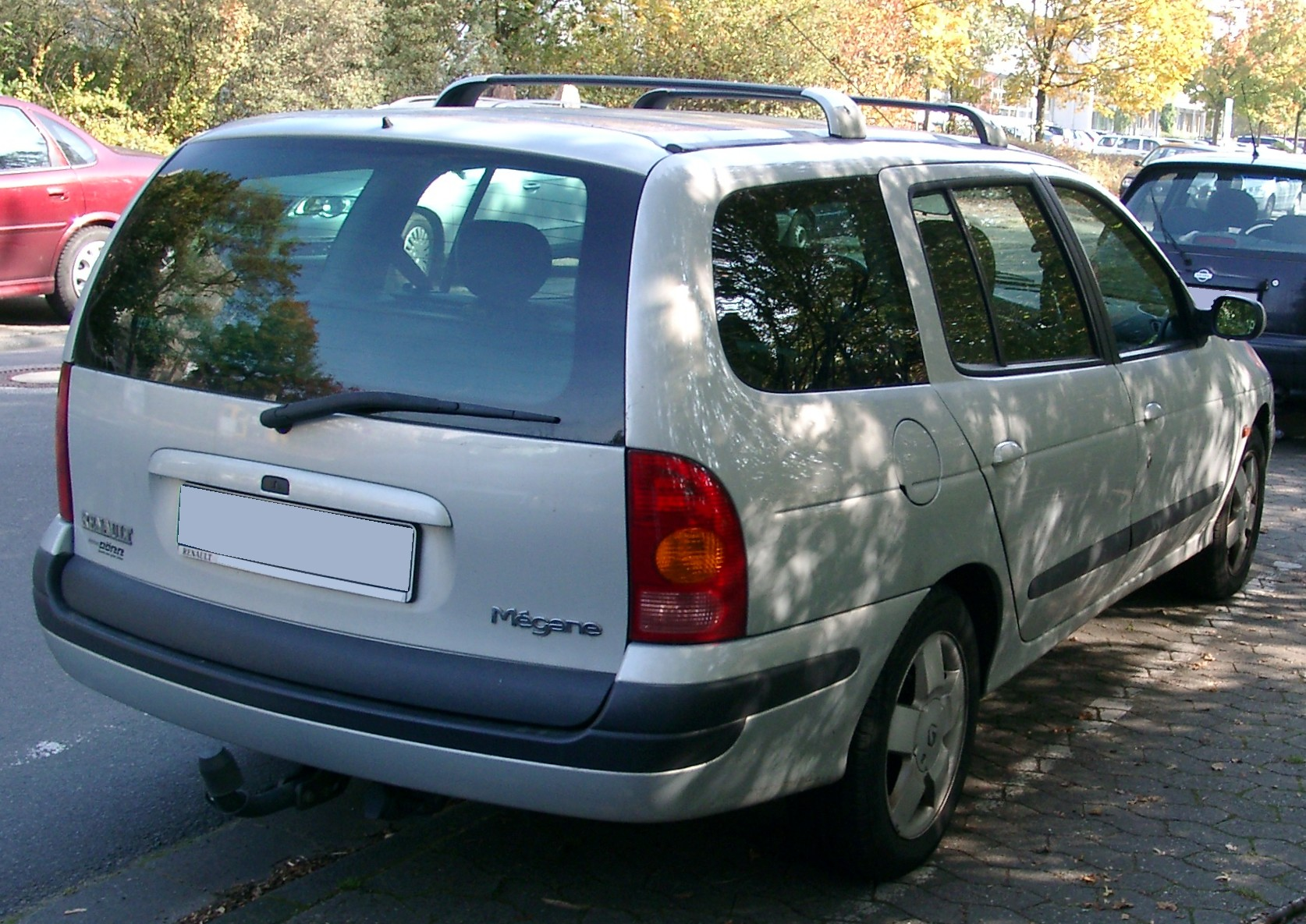
Renault Mégane I break
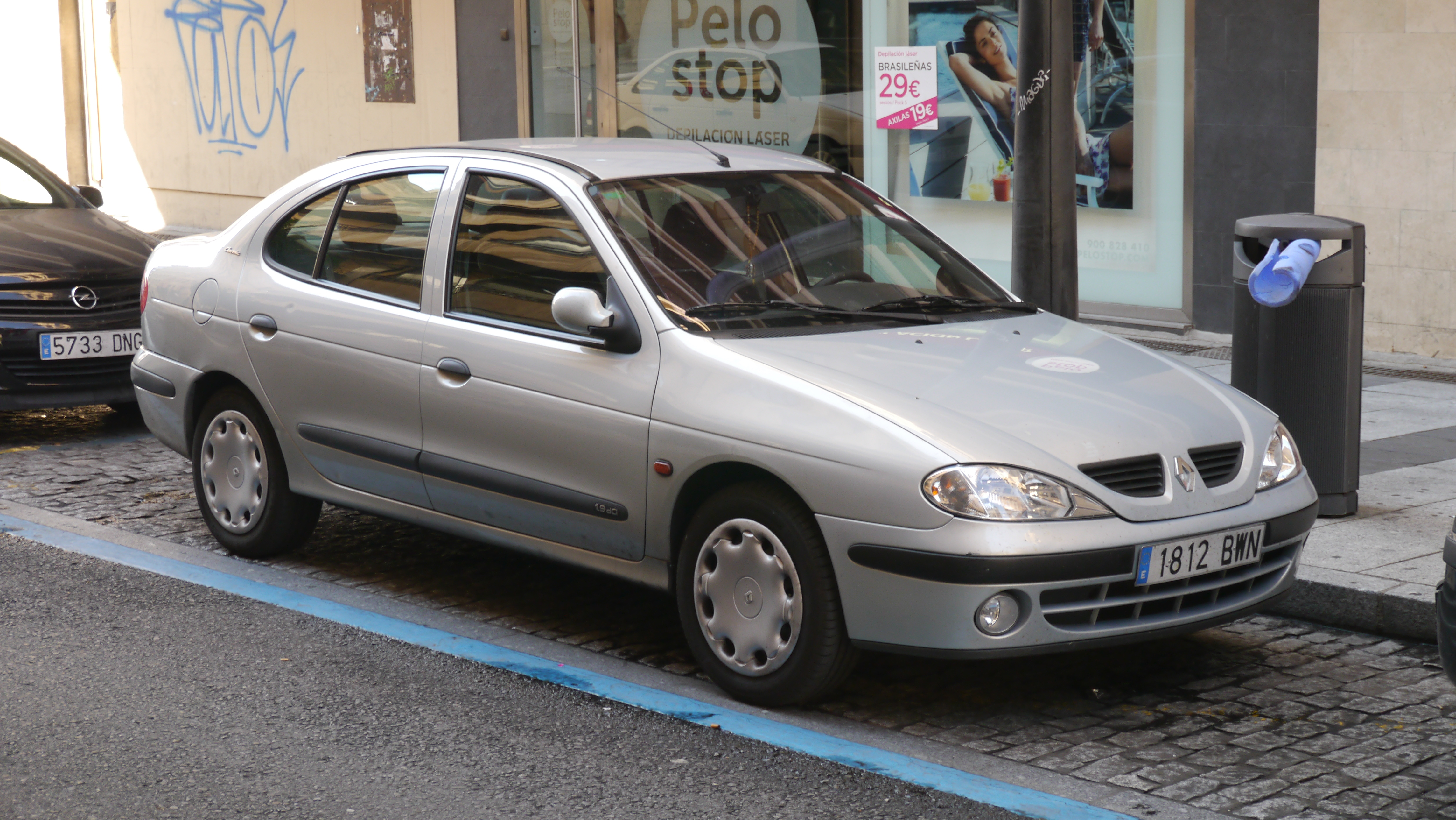
Renault Mégane I phase II Classic
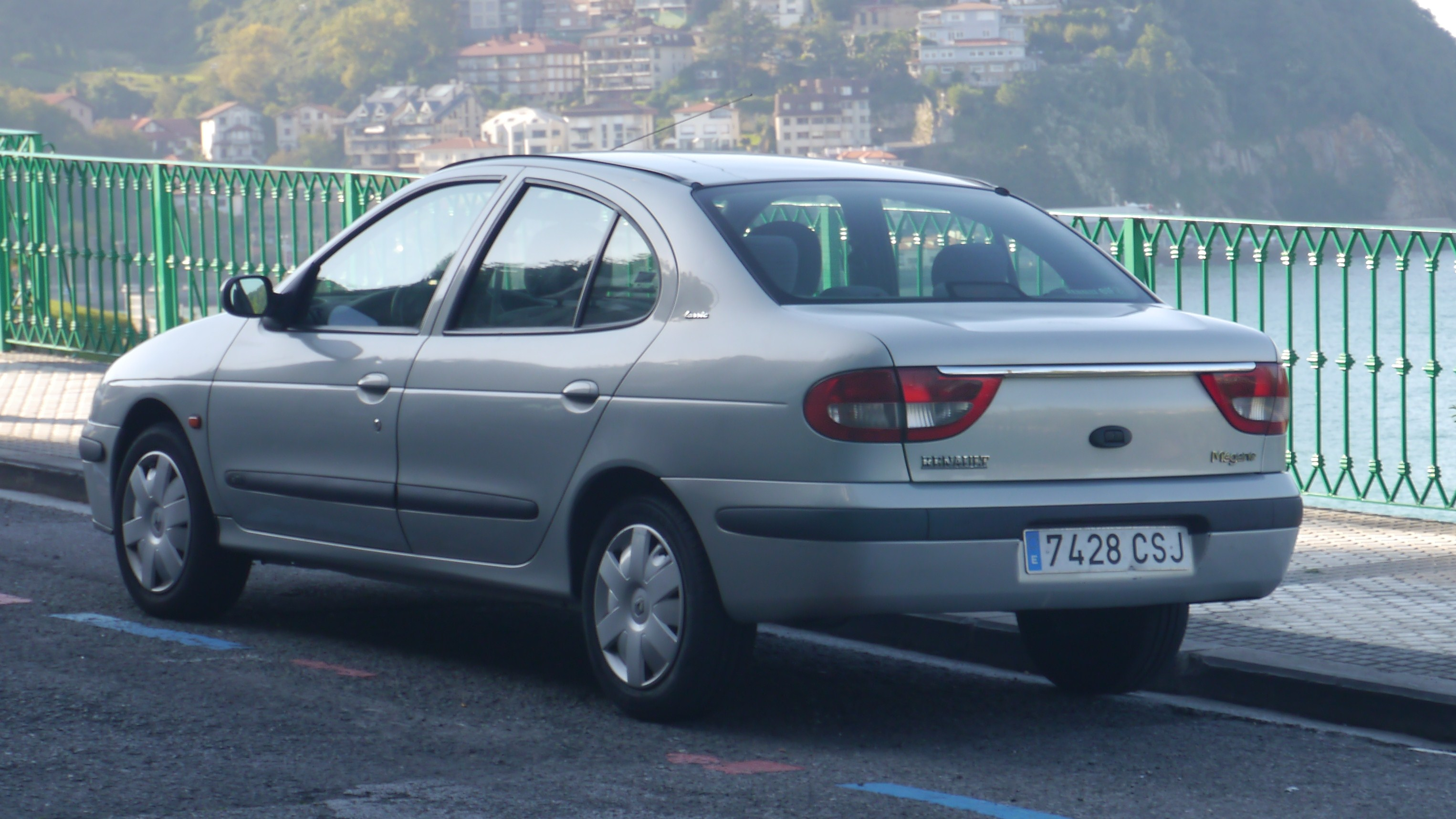
Renault Mégane I phase II Classic

## Versions sportives 2.0 16V

### 2.0 16V (F7R)
La Mégane Coupé 2.0 16V remplace la Renault 19 16S. Elle hérite du moteur de la Clio Williams le « moteur F » (type F7R) 4 cylindres en ligne de 1 998 cm3 à 16 soupapes de 150 chevaux, qui se retrouvera également dans le Renault Spider. La version cabriolet aura également droit à cette motorisation. Ce moteur, performant à haut régime et à caractère sportif, est cependant très gourmand en carburant.
En août 1998, la Mégane coupé "Monte Carlo" fait son apparition. Cette série limitée à 450 exemplaires a été conçue avec l'Automobile Club de Monaco.

### 2.0 16V IDE (F5R)
En 1999, la phase 2 fait son apparition, le bloc F7R issu de la Clio Williams est remplacé par le F5R. La base moteur est la même, il s'agit toujours d'un « moteur F » de 1 998 cm3 à 16 soupapes, mais la culasse est inédite, avec l’apparition de l'injection directe. Il s'agit du premier moteur essence français doté de l'injection directe. Les rapports de la boîte de vitesses seront également rallongés pour abaisser la consommation. Cette motorisation sera également disponible sur la version cabriolet. Il se montrera cependant peu sportif, bien que très souple à bas régime et consommant peu.

### 2.0 16V (F4R)
En janvier 2002, à la suite des problèmes de fiabilité, à l'agrément limité et au caractère peu sportif du bloc à injection directe F5R, Renault décide de monter dans la Mégane coupé et cabriolet un moteur 2.0 16V de 150 chevaux. Il s'agit toujours d'un moteur F mais ici de type F4R. Ce moteur, déjà monté dans différentes Renault (Espace, Scénic, Laguna), se montrera performant (à distribution variable avec décaleur d'arbre à cames) en alliant à la fois couple à bas régime et puissance à haut régime. Il sera associé à une boîte de vitesses (JC5) à rapports courts, pour des reprises plus dynamiques (0 à 100 km/h en 8,6 s).

## Renault Maxi Mégane
Renault Sport a développé, durant les années 1990, une auto de rallye dérivée du coupé 2 litres avec un « moteur F » de type F7R et répondant à la réglementation Kit-Car. La Maxi Mégane représenta officiellement la marque en championnat de France des rallyes en 1996 et en 1997 avec au volant Philippe Bugalski, Jean Ragnotti ou encore Serge Jordan. Après le retrait de l'équipe officielle, de nombreux pilotes privés ont continué d'utiliser cette auto.